# Ágios Germanós
Ágios Germanós (Gérman, Agios Germanos, German) är en ort i Grekland.   Den ligger i prefekturen Nomós Florínis och regionen Västra Makedonien, i den norra delen av landet, 400 km nordväst om huvudstaden Aten. Ágios Germanós ligger 1 035 meter över havet och antalet invånare är 182.
Terrängen runt Ágios Germanós är kuperad västerut, men österut är den bergig.Runt Ágios Germanós är det ganska glesbefolkat, med 38 invånare per kvadratkilometer. Närmaste större samhälle är Símos Ioannídis, 18,0 km öster om Ágios Germanós. Omgivningarna runt Ágios Germanós är en mosaik av jordbruksmark och naturlig växtlighet.